# Valentin Popa
Valentin Popa (ur. 12 lipca 1964) – rumuński inżynier i nauczyciel akademicki, profesor, rektor Universitatea „Ștefan cel Mare” din Suceava, w 2018 minister edukacji narodowej.

## Życiorys
Ukończył szkołę średnią w Fălticeni, a w 1989 studia z zakresu elektroniki i telekomunikacji w Instytucie Politechnicznym w Jassach (przekształconym później w Uniwersytet Techniczny Gheorghe Asachi). Doktoryzował się na tej samej uczelni w 1998. Kształcił się również w instytucjach naukowych w Portugalii i we Francji. W 1989 podjął pracę jako nauczyciel akademicki na uczelni w Suczawie, w 2005 dochodząc do stanowiska profesorskiego. W 2004 objął funkcję kierownika katedry, a w 2011 dziekana wydziału informatyki, elektroniki i automatyki. W 2012 został rektorem Universitatea „Ștefan cel Mare” din Suceava.
W styczniu 2018 z rekomendacji Partii Socjaldemokratycznej objął stanowisko ministra edukacji narodowej w rządzie Vioriki Dăncili. Zrezygnował z tego urzędu we wrześniu 2018.